# Kalifornische Languste
Die Kalifornische Languste (Panulirus interruptus) ist eine Art aus der Familie der Langusten.
Die maximale Körperlänge dieser Langustenart beträgt 60 Zentimeter, sie zählt damit gemeinsam mit der Schmuck-Languste zu den größten Vertretern der Gattung Panulirus. Die meisten Vertreter dieser Art haben jedoch eine Körperlänge von durchschnittlich 30 Zentimeter.
Die Kalifornische Languste ist im Ostpazifik verbreitet und kommt dort von der Küste Kaliforniens bis zur gesamten Westküste der mexikanischen Baja California vor. Innerhalb dieser Region zählt die Kalifornische Languste zu den kommerziell bedeutsamen Langusten.